# همجيات
الهمجيات أو ذباب الخل أو فصيلة ذباب الخل (بالإنجليزية: Drosophilidae)‏ هي فصيلة من ذوات الجناحين.